# Xaver Scharwenka
Franz Xaver Scharwenka (Szamotuły, Grande Polônia, 6 de janeiro de 1850 — Berlim, 8 de dezembro de 1924) foi um pianista e compositor polaco-alemão. A partir de 1874 passa a apresentar-se em vários países europeus. Era considerado um grande intérprete de Chopin.
Em 1881, funda o Conservatório Scharwenka, em Berlim.
Dos cinco concertos para piano e orquestra que compôs, o primeiro é o mais famoso.Em 1996, a gravação de seu quarto concerto para piano pelo pianista Stephen Hough com Lawrence Foster regendo a Orquestra Sinfônica de Birmingham foi escolhida como a melhor do ano pela revista Gramophone, trazendo um reavivamento de interesse em sua música.Também foi autor de duas sonatas para piano, polonaises, variações e cinco "Danças Polonesas".
Foi irmão do também compositor e professor Philipp Scharwenka.
Sua sepultura está localizada no Alter St.-Matthäus-Kirchhof Berlin.

## Principais obras
- Abertura em Sol (1869)
- Trio para piano N° 1 em Fá sustenido menor, op. 1 (1868)
- Sonata para violino em Ré menor (1868)
- Danças polonesas para piano, op. 3
- Scherzo em Sol maior para piano, op. 4
- Sonata para piano N° 1 em Dó sustenido menor, op. 6 (1872)
- Polonaise em Dó sustenido menor, op. 12
- Barcarolle em Mi menor, op. 14
- Impromptu em Ré maior para piano, op. 17
- 2 peças para piano, op. 22: Novelette, Melodie
- Valsa-capricho em Lá maior para piano, op. 31
- Concerto para piano N° 1 em Si bemol menor, op. 32 (1876)
- Sonata para piano N° 2 em Mi bemol maior, op. 36 (1878)
- Quarteto para piano em Fá maior, op. 37 (1876-1877?)
- Suítes de dança, op.41
- Polonaise para piano, op. 42
- Trio para piano N° 2 em Lá menor, op. 45 (1878)
- Sonata para violoncelo em Mi menor, op. 46 (1877)
- Andante religioso, op. 46a (arranjo da sonata para violoncelo) (1881)
- Tema e 14 variações para piano, op. 48
- Concerto para piano N° 2 em Dó menor, op. 56 (1881)
- 4 Danças polonesas para piano, op. 58: Moderato, Lento, Allegro non tanto, Moderato
- Sinfonia em Dó menor, op. 60 (1885)
- Serenata para violino e piano, op. 70 (1895)
- Concerto para piano N° 3 em Dó# menor, op. 80
- Concerto para piano N° 4 em Fá menor, op. 82 (1908)
- Valsa Églantine para piano, op. 84
- 3 peças para piano, op. 86: Noturno, Serenata, Maerchen